# Herman Ponsteen
Herman Ponsteen (nascido em 27 de março de 1953) é um ex-ciclista de pista holandês, que representou o seu país natal duas vezes em dois Jogos Olímpicos consecutivos, começando em 1972 (Munique, Alemanha Ocidental). Quatro anos mais tarde, em Montreal, Canadá, Ponsteen conquistou a medalha de prata disputando na prova de perseguição individual de 4 km.

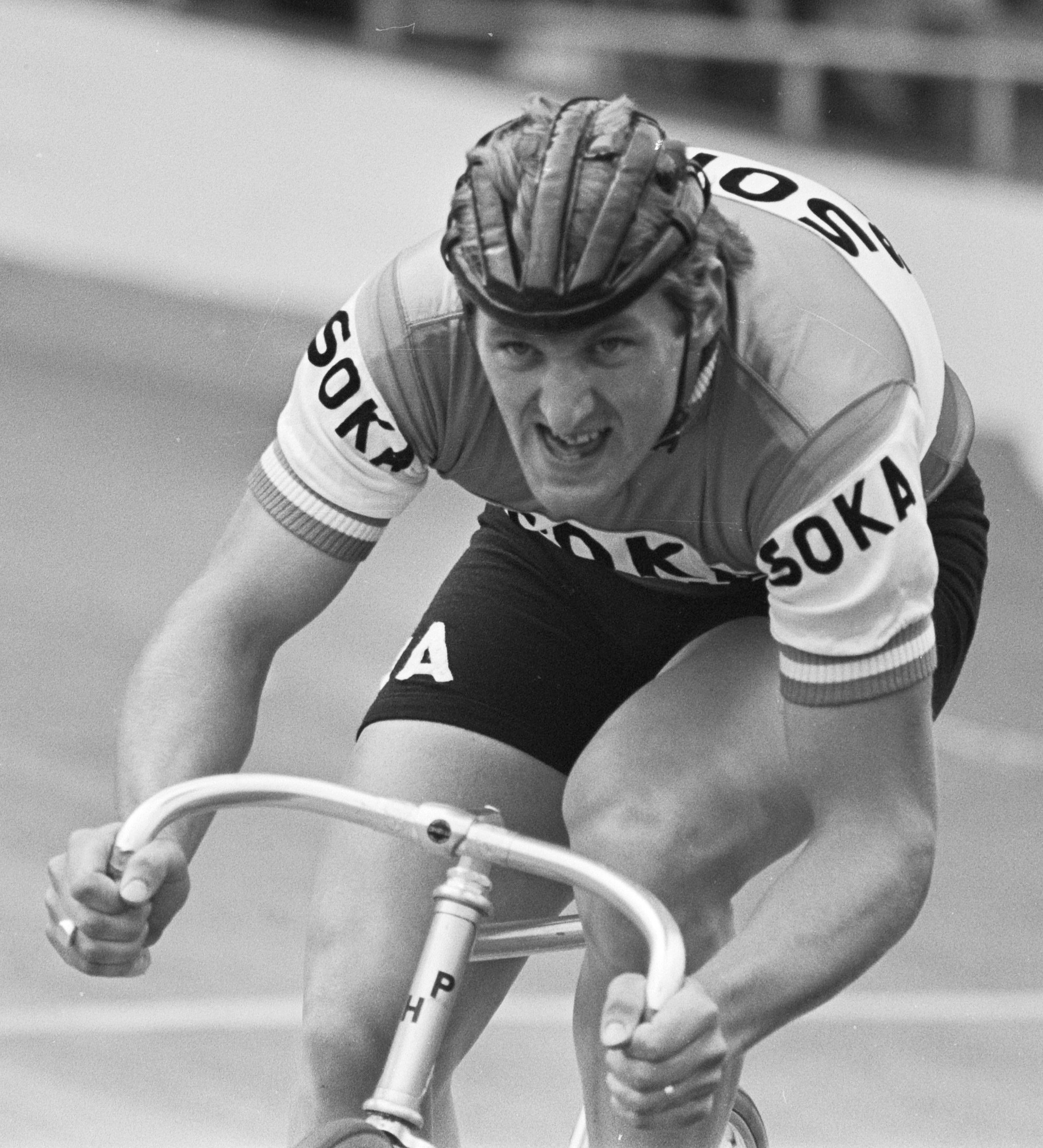
Herman Ponsteen, 1977